# Mikhaïl Vladimirski
 (octobre 2021).
Si vous disposez d'ouvrages ou d'articles de référence ou si vous connaissez des sites web de qualité traitant du thème abordé ici, merci de compléter l'article en donnant les références utiles à sa vérifiabilité et en les liant à la section « Notes et références ».
Mikhaïl Fiodorovitch Vladimirski (en russe Михаи́л Фёдорович Влади́мирский), né le 4 mars 1874 (ou le 20 février dans le calendrier julien) à Arzamas (gouvernement de Nijni Novgorod) et mort le 2 avril 1951 à Moscou, est un révolutionnaire russe, homme d'État soviétique et chef de parti.
Membre du Parti depuis 1895, membre du Comité central du parti communiste russe (bolchevik) - PCR (b) - (1918-1919), candidat membre du Comité central (1919-1920), membre du Bureau d'organisation du Comité central du PCR (b) (1919). En mars 1919, il est président du Comité exécutif central panrusse, c'est-à-dire le chef officiel de l'État soviétique. À partir de 1927 et jusqu'à la fin de sa vie, c'est-à-dire pendant près d'un quart de siècle, il est resté président de la Commission centrale de contrôle (CCC), membre du Présidium de la Commission centrale de contrôle (1926-1927), membre de la Commission centrale d'audit du PCUS (b) (1927-1951). Député du Soviet suprême de l'URSS de la 3e convocation (1950-1951).

## Formation initiale
Il est le fils d'un prêtre, Féodor I. Vladimirski, archiprêtre de l'église de la Trinité d'Arzamas, qui fut député de la deuxième Douma d'État du gouvernement de Nijni Novgorod (en 1907).
En 1894-1895, il étudia à la Faculté de médecine de Tomsk, en 1895-1896 et 1898-1899 à l'Université d'État de Moscou, en 1900-1901 à l'Université de Heidelberg. Il est diplômé en 1902 de la Faculté de médecine de l'Université Humboldt de Berlin et en 1903 reçoit son diplôme de l'Université impériale de Kazan.
Il fait la connaissance du mouvement révolutionnaire et du marxisme au début des années 1890 dans les cercles marxistes de Nijni Novgorod. À partir de 1895, il commence en tant qu'étudiant à l'Université de Moscou, à travailler comme propagandiste et organisateur de cercles ouvriers. Après les arrestations de 1894 et de l'été 1895 de la quasi-totalité de la direction de l'« Union des travailleurs », les groupes marxistes survivants (Vladimir Bontch-Brouïevitch, Vera Velitchkina, Kolokolnikov etc.) se réunissent fin 1895 autour d'un cercle marxiste dirigé par M.F. Vladimirski, ils l'ont rebaptisé de « Syndicat des travailleurs » en « Syndicat des travailleurs de Moscou ».

## Cadre du POSDR

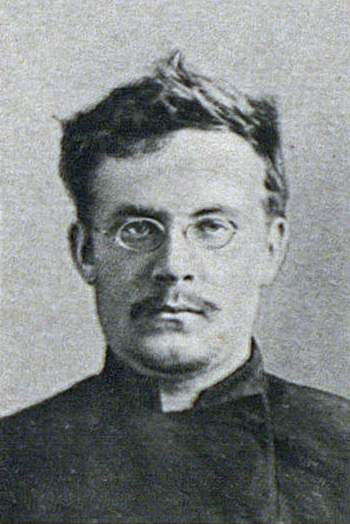
Mikhaïl F. Vladimirski avant 1926

En 1896, pour avoir participé à la fondation de l'Union des travailleurs de Moscou, il est arrêté et exilé dans son pays natal. En 1898-1899, il est membre du Comité de Moscou du Parti ouvrier social-démocrate de Russie (POSDR). Pendant les troubles étudiants du printemps 1899, il est à nouveau expulsé de Moscou, puis part pour la Suisse, où il poursuit ses études de médecine. Il rejoint le groupe d'émancipation du travail de Plekhanov et collabore au journal de l'organisation en émigration, l'Iskra.
D'après son autobiographie, il travaille dès 1903 dans l'organisation du POSDR à Nijni Novgorod. Après le IIe Congrès du POSDR et la scission du parti, en 1903, il rejoint les Bolcheviks. À partir de l'automne 1905, il entre au Conseil des députés ouvriers de Moscou, il participe activement au soulèvement armé de décembre à Moscou. En 1906, il est arrêté, libéré sous caution et, sans attendre le procès, part pour la France. Depuis 1907 en exil, il est membre du groupe parisien des Bolcheviks.
Selon les mêmes sources, il aurait été  membre du Comité militaire révolutionnaire de Moscou, puis membre du Présidium du Soviet de Moscou.

## Dirigeant de la Russie soviétique

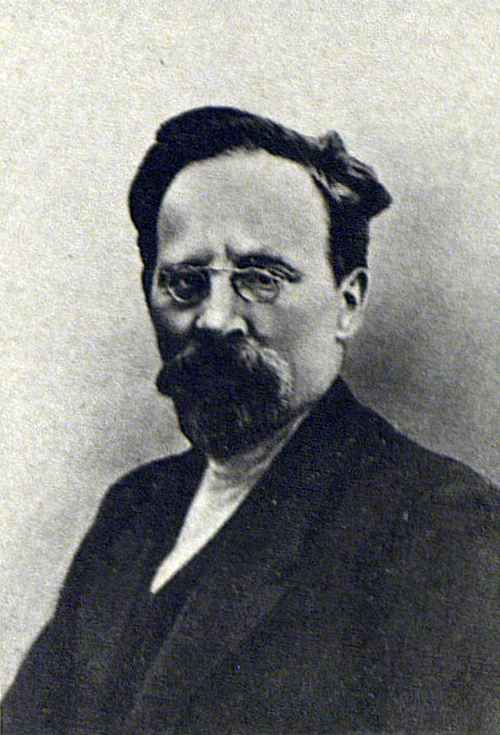
Mikhaïl F. Vladimirski

De novembre 1917 à mars 1918, il  dirige le Conseil de la Douma de district de Moscou (l'organe exécutif le plus élevé de la ville). Puis du 16 au 30 mars 1919, après la mort de Iakov Sverdlov, il est président du Comité exécutif central panrusse et membre du Bureau d'organisation du Comité central (de janvier à mars 1919). À partir d'avril 1919, il devient Commissaire du peuple adjoint aux affaires intérieures de la RSFSR.
Entre 1922  et 1926, ses activités politiques le portent en RSS d'Ukraine : en 1922-1924, il est vice-président du Conseil des commissaires du peuple et président du Comité national de planification de la RSS d'Ukraine, en 1924 et 1925, il est secrétaire du Comité central du Parti communiste (bolcheviks) d'Ukraine. Président de la Commission centrale de contrôle du PCUS (b) en 1925 et 1926, il devient également commissaire du peuple du RCI d'Ukraine.
Il revient à Moscou à partir de 1926, vice-président du Comité de planification d'État de l'URSS jusqu'en 1927,  et après 1927, Président de l'Union des Syndicats des coopératives agricoles. En 1927, lors du XVe Congrès du PCUS (b), M.F. Vladimirski est élu président de la Commission centrale de contrôle du PCUS (b). Il reste à ce poste de responsabilité pendant près d'un quart de siècle, jusqu'à la toute fin de sa vie.
En 1930-1934, il prend en charge en parallèle la Commission du Peuple à la Santé de la RSFSR.

## Mort et filiation
Après sa mort en 1951, il est incinéré et ses cendres sont placées dans la nécropole du mur du Kremlin, sur la Place Rouge de Moscou.
Il est le père d'Evdokia Mikhaïlovna, épouse de Martemyan Rioutine. La position de son père au sein de la direction de l'URSS et du PCUS ne l'empêchera pas d'être déportée dans un camp de la RSS kazakhe après 1937 et d'y décéder en 1947.

## Distinctions
- Ordre de Lénine

## Source
Cet article est tout ou partie la traduction de l'article de Wikipédia en russe,
.